# مطار الضمير العسكري
مطار الضمير العسكري قاعدة جوية تديرها القوات الجوية العربية السورية. يقع شرق بلدة الضمير في محافظة ريف دمشق، على بعد 40 كيلومترًا شمال شرق دمشق. يحتوي على 50 حظيرة وله مدرجان طول أحدهما 3.1 كيلومتر والآخر 2.3 كيلومتر.
استخدمت القاعدة الجوية على نطاق واسع من قبل القوات الجوية العربية السورية والقوات المسلحة الإيرانية خلال الحرب الأهلية السورية.

## التاريخ
استخدمت القاعدة لدعم حملة الجيش على الغوطة الشرقية. في 22 شباط/فبراير 2018، قصف جيش الإسلام القاعدة الجوية في محاولة لإضعاف الهجمات السورية على الجيب الذي كان تحت سيطرة المتمردين.
في 21 حزيران/يونيو 2022، قُتل أربعة جنود سوريين بالقرب من القاعدة الجوية في أعقاب كمين نصبه مقاتلو الدولة الإسلامية.